# کمرین گرایمز
کمرین گرایمز (انگلیسی: Camryn Grimes؛ زادهٔ ۷ ژانویهٔ ۱۹۹۰) یک هنرپیشه اهل ایالات متحده آمریکا است. وی از سال ۱۹۹۷ میلادی تاکنون مشغول فعالیت بوده‌است.

## گزیدهٔ آثار

### سینما
- مجیک مایک (۲۰۱۲)
- اره‌ماهی (۲۰۰۱)

### تلویزیون
- منتالیست (۲۰۱۴)
- ان‌سی‌آی‌اس: لس‌آنجلس (۲۰۱۰)
- بخش فوریت‌های پزشکی (۲۰۰۵)